# Cerezo Haabo
Cerezo Haabo (Washabo, 3 maart 1994) is een Surinaams voetballer die speelt als aanvaller voor de Surinaamse club SV Broki.

## Carrière
Haabo maakte zijn debuut voor SV Robinhood in 2014. Hij won met de club in 2018 de SVB-Eerste Divisie en de SVB Cup in 2015/16 en 2016/17. Hij speelde voor Robinhood tot in 2018 toen hij ging spelen voor Inter Moengotapoe. Met Moengotapoe won hij ook de Eerste divisie en de SVB Cup. Na een jaar vertrok hij alweer en tekende bij SV Broki. 
In 2018 maakte hij zijn debuut voor Suriname.

## Erelijst
- SVB-Eerste Divisie: 2017/18, 2018/19
- SVB Cup: 2015/16, 2017/18, 2018/19
- Suriname President's Cup: 2016